# Батир-Челебі Муфтізаде
Батир-Челебі Муфтізаде (рос. Батыр Челеби Муфти-Заде; 30 червня 1817–1886) — військовий діяч Російського імперії кримськотатарського походження.

## Родовід
Походив зі впливового кримськотатарського роду мурз. Його дідом був муфтій Мусаллаф-ефенді, що 1783 року після підкорення Кримського ханства Російською імперією спільно з кадіаскером Сеїт Мегмет-ефенді фактично очолив кримськотатарський народ на півострові. 17 листопада 1784 року під час зборів знатних беїв і мурз Криму в Бахчисараї саме муфтій Мусаллаф-ефенді першим поставив свій підпис під вітанням на адресу російської імператриці Катерини II, що планувала прибути на півострів. Завдяки подальшому співробітництву з російською адміністрацією зумів зберегти авторитет посади муфтія і заклав основи, які дозволили його наступникам стати захисниками і представниками народу.
Батьком був муфтій Мустафа Мусаллафа-ефенді. Завдяки батькові мав гарні відносини з князем Григорієм Потьомкіним, генерал-губернатором Таврії. Отримав від нього землі в Євпаторійському і Перекопському повітах. Того ж року призначений головою міста Перекоп. 1791 року після смерті батька стає муфтієм. Продовжив політику батька на збереження релігійних прав кримських татар. Рік смерті невідомий.

## Життєпис
Народився 19 червня (за ст. стилем), 30 червня (за нов. стилем) 1817 року в батьківському будинку в Євпаторії. За свої великі розміри отримав ім'я Батир. Здобув домашню освіту, в мусульманському дусі. На відміну від батька обрав військову кар'єру. Можливо першим став підписуватися як Муфтізаде.
1835 року (раніше помилково вважався 1838) вступив унтерофіцером до лейбгвардії кримськотатарського ескадрону. 1840 року оженився з удовою унтерофіцера Такмаєва.
Як зазначено в наказі «за ратні звитяги» 1841 року стає корнетом. Втім невідомо в якій військовій кампанії він брав участь. 11 квітня 1843 року Батир-Челебі став поручиком, 7 квітня 1846 року — штабс-ротмістром. Протягом 1851 року отримував звання ротмістра і полковника. Також 3 вересня 1851 року його затверджують на посаді ескадронного командира.
З початком Кримської війни 1853 року разом з ескадроном Муфтізаде було переведено до Конштадту. було доручено патрулювати узбережжі Балтійського моря від можливих спроб англійців висадити десант. За гідне виконання 1856 року отримав бронзову медаль на Андріївській стрічці. Того ж року стає кавалером ордену СВ.Станислава 2-го ступеню, 1858 року — отримав орден Св. Станислава з імператорською короною. Також протягом 1852—1857 роках отримав 14 Найвищих молостей за паради ескадрона.
7 листопада 1858 року призначено командувати «пільговою» частиною лейбгвардії кримськотатарського ескадрону. 25 червня 1864 року признгачено командувачем 14-го Гусарського Мітавського полку, 6 липня 1864 він був зарахований о списочного стану цього полку. 1865 року подав у відставку, отримавши звання генерал-майора і щорічний пенсіон в 343 карб. і 33 коп.
1884 року його було зараховано до родоводної книги дворянства Таврійської губернії. Помер у січні 1886 року. Поховано на старому татарському кладовищі міста Євпаторія, яке знесли влади більшовиків в 1932-1933 роках. Своєму єдиному спадкоємцеві Ісмаїлу майже нічого не залишив, крім родового маєтку Біюк-Токсаба.

## Родина
Дружина — Хакіма Мехдієва
Діти:
- Ісмаїл (1841-11917)